# Aucapata
Aucapata es una localidad y municipio de Bolivia, ubicado en la provincia de Muñecas del departamento de La Paz. El municipio tiene una superficie de 157 km² y cuenta con una población de 5.495 habitantes (según el Censo INE 2012). Se encuentra al este del Lago Titicaca dentro de la región de la Cordillera Central. La localidad de Aucapata está a 300 km de la ciudad de La Paz, sede de gobierno del país.

## Geografía
Se encuentra situado en una región montañosa alta y rugosa, con una topografía de relieve típico de valle interandino y con altitudes que oscilan entre los 2.000 y 4.500 m s. n. m. Tiene un clima variado de acuerdo a la altura, con estaciones lluviosas cortas de noviembre a marzo, y el resto del año es seco.
Su vegetación está compuesta por pasturas con presencia de arbustos y bosque verde de montaña. Posee suelos rocosos en la altura, suelos pedregosos con capa superficial oscura y alto contenido de materia orgánica en las laderas menos escarpadas, y también suelos turbosos en el fondo de los valles.
Limita al norte y al oeste con el municipio de Ayata, al sur con el de Chuma y al sureste con la provincia de Larecaja.

## Demografía
De acuerdo con el censo boliviano de 2024, la población del municipio de Aucapata es de 6 720 habitantes.
La población del municipio aumentó en aproximadamente dos tercios entre 1992 y 2024:
| Año  | Habitantes (municipio) | Fuente |
| ---- | ---------------------- | ------ |
| 1992 | 4075                   | Censo  |
| 2001 | 4146                   | Censo  |
| 2012 | 5380                   | Censo  |
| 2024 | 6720                   | Censo  |

## Economía
Las principales actividades económicas de Aucapata son la agricultura y la ganadería. Cultivan principalmente papa, cebada, quinua y habas. Se aplica estiércol como fertilizante antes de la siembra, especialmente el de oveja, por consiguiente, también se dedican a la cría de ganado camélido (llamas), ovino y vacuno.

## Transporte
Aucapata se encuentra a 285 kilómetros de La Paz, la capital del departamento del mismo nombre.
Desde La Paz, la carretera pavimentada Ruta 2 conduce al norte por 70 kilómetros hasta Huarina, de allí la Ruta 16 vía Achacachi y Puerto Carabuco conduce por otros 95 kilómetros pavimentados hasta Escoma. Allí, la Ruta 16 gira al noreste y se convierte en un camino de tierra. Después de 33 km, otro camino de tierra se bifurca en Italaque, que conduce por Moco Moco a Chuma y luego a Aucapata.

## Atractivos turísticos

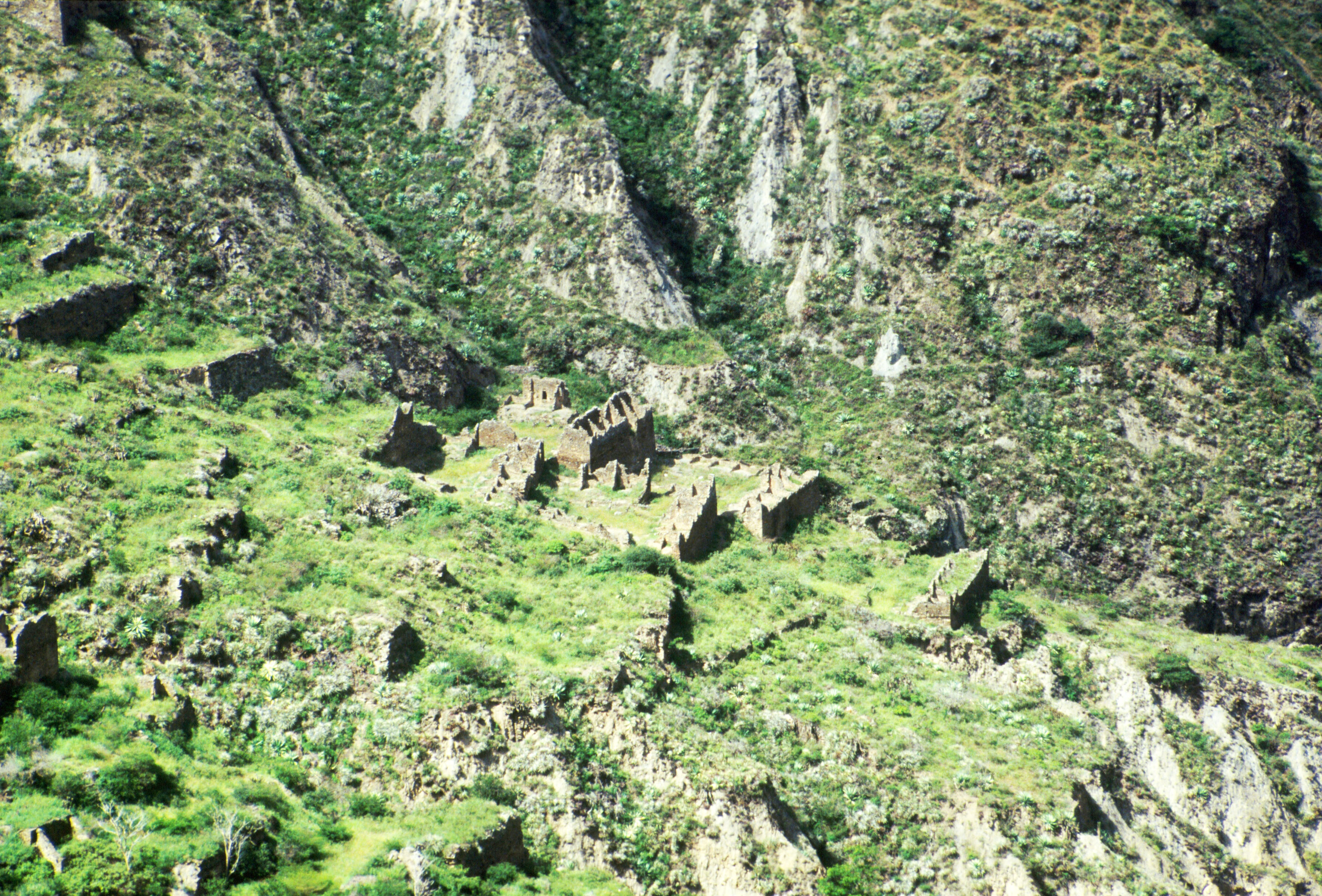
Vista de las ruinas de Iskanwaya

Los atractivos más relevantes del municipio son: el Sitio Arqueológico de Iskanwaya, el Sitio Arqueológico Mamakhoru y Museo de Sitio Aucapata.
Iskanwaya es particularmente importante, ya que es un sitio arqueológico preincaico atribuido a la cultura mollo y considerado sagrado por los pobladores de la zona. Se encuentra ubicado sobre el río Llica a 11 km al sudeste del pueblo de Aucapata. Frecuentemente se denomina a Aucapata como capital arqueológica del norte paceño, por la importancia que cobró tras el descubrimiento de este sitio arqueológico.
Entre las actividades turísticas que se realizan son: el turismo cultural, turismo vivencial, turismo místico y turismo de aventura (trekking).
Actualmente el municipio está siendo apoyado para fortalecer y difundir el valor histórico de sus sitios culturales y arqueológicos, con el fin de convertilo en centro turístico.